# Martin Klewitz
Martin Klewitz (* 26. Februar 1917 in Mühlhausen/Thüringen; † 18. Dezember 2013 in St. Ingbert) war ein deutscher Kunsthistoriker und von 1966 bis 1982 Landeskonservator im Saarland.

## Leben
Nach dem Abitur 1936 in Schönebeck (Elbe) schloss er ein Studium der Elektrotechnik an der TH Hannover 1948 ab. Daneben (Hannover) und danach studierte er an der TH Darmstadt Kunstgeschichte. Dieses Studium beendete er 1952 mit seiner Promotion über die Stiftskirche St. Peter und Alexander zu Aschaffenburg. Ab 1952 war er im staatlichen Konservatoramt des Saarlandes tätig, das er als Nachfolger des Prähistorikers Reinhard Schindler von 1966 bis 1982 leitete. Während dieser Zeit führte er u. a. eine archäologische Untersuchung der Abtei Mettlach durch.
Martin Klewitz war seit seiner Jugendzeit Mitglied des Deutschen Guttempler-Ordens, dessen Vorstand er von 1963 bis 1979 angehörte und den er von 1971 bis 1979 leitete. Er war ab 1963 ehrenamtlicher Vorsitzender des Landesverbandes Saarland des Deutschen Paritätischen Wohlfahrtsverbandes und von 1971 bis 1989 des Landesverbandes Rheinland-Pfalz/Saarland, danach wurde er zum Ehrenvorsitzenden dieses Landesverbandes ernannt.
Martin Klewitz war auch als Funkamateur bekannt und hatte das Rufzeichen DK4XM.

## Ehrungen
- 1991: Saarländischer Verdienstorden[2]
- 2000: Namensgebung für das Dr. Martin Klewitz Haus, Haus für betreutes Wohnen, Saarbrücken.

## Publikationen
- Die Baugeschichte der Stiftskirche St. Peter und Alexander zu Aschaffenburg. 1953.
- Das Saarland (Deutsche Lande – Deutsche Kunst), München Berlin 1962 (2. Auflage 1968, 3. Auflage 1982)
- Zur Baugeschichte der Benediktinerabtei Mettlach. (1300 Jahre Mettlach, 1975).
- Mitherausgeber der Berichte der staatlichen Denkmalpflege im Saarland: Beiträge zur Archäologie und Kunstgeschichte (1965–1979)